# Elberadweg (D10)
Der Elberadweg beginnt bei Špindlerův Mlýn (Spindlermühle) im Riesengebirge im Norden Tschechiens und endet nach 1280 Kilometern in Cuxhaven an der Elbemündung in die Nordsee. 840 Kilometer verlaufen auf deutschem Gebiet. Der Routenverlauf in Deutschland entspricht der D-Route 10. Der Elberadweg führt durch die Bundesländer Sachsen, Sachsen-Anhalt, Brandenburg, Niedersachsen, Mecklenburg-Vorpommern, Schleswig-Holstein und Hamburg.
Der Elberadweg ist überwiegend zum Elberad- und Wanderweg ausgebaut. Er wird sowohl von Radfahrern als auch von Fußgängern genutzt. Im Jahr 2017 wurde er bereits zum 13. Mal in Folge von Mitgliedern des ADFC zum beliebtesten Radfernweg Deutschlands gewählt.

## Streckenverlauf

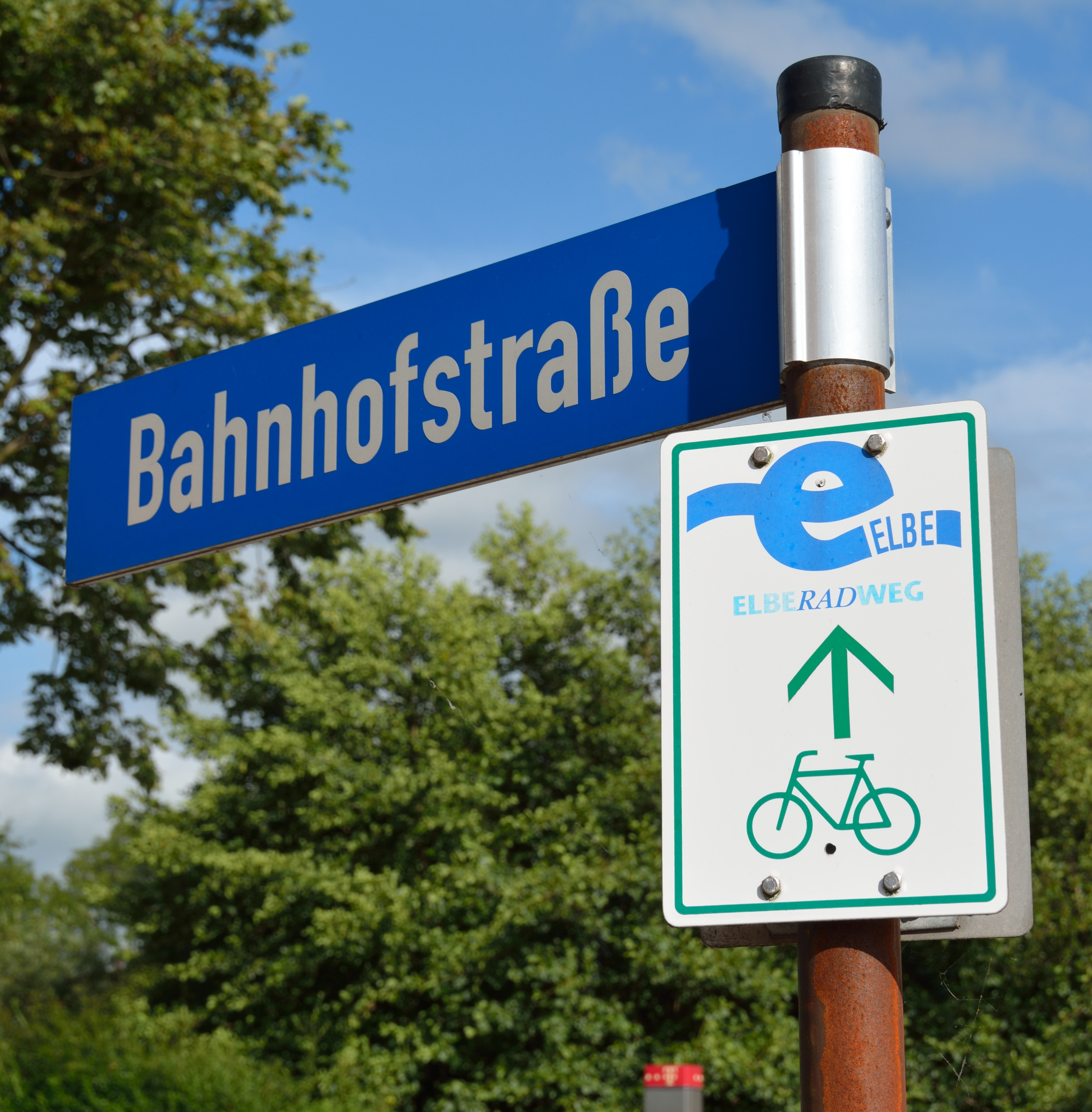
Hinweisschild in Brunsbüttel.

Im Riesengebirge beginnt der Radweg wenige Kilometer unterhalb der Elbquelle am Bahnhof von Vrchlabí (Hohenelbe) mit der gelben Beschilderung 2. In Mělník mündet die Moldau in die Elbe. Die gelbe Beschilderung 2 vom Moldauradweg führt weiter entlang der Elbe bis zur deutsch-tschechischen Grenze im Elbsandsteingebirge.

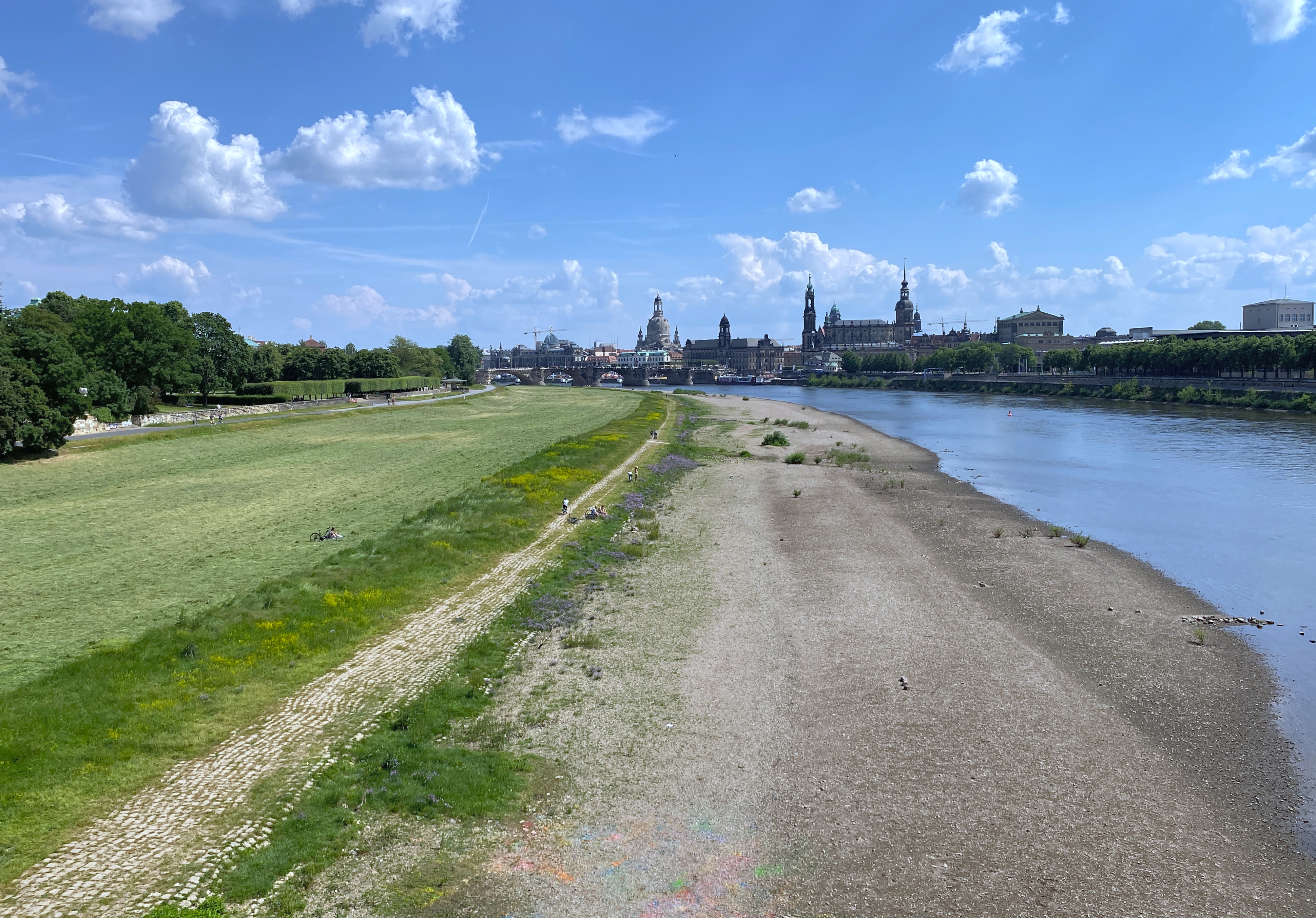
Der Elberadweg in Dresden auf Höhe der Elbwiese (Marienbrücke)

Etappen des Radwegs sind Litoměřice und Ústí nad Labem. Danach führt die Route zwischen Děčín vor der deutsch-tschechischen Grenze bis nach Pirna durch die Böhmische Schweiz und Sächsische Schweiz im Elbsandsteingebirge. Der Weg führt durch Dresden, Meißen, Torgau, Lutherstadt Wittenberg, Dessau, Magdeburg, Tangermünde, Havelberg, Wittenberge, Lauenburg, Hamburg und Cuxhaven.

## Elberadweg in Deutschland
Der Radweg ist in Deutschland durchgehend mit einem einheitlichen Zeichen markiert.

### Kleinere Städte in Deutschland
Es gibt viele kleinere, sehenswerte Städte, wie beispielsweise Mühlberg (hier führt der Elberadweg auch eine kurze Strecke durch Brandenburg) oder Jerichow mit seinem baugeschichtlich bedeutsamen Backstein-Kloster.
Am Elberadweg steht zwischen Belgern und Torgau die erste deutsche Radfahrerkirche, die Radfahrerkirche Weßnig, eine weitere in Stadt Wehlen.
Auf deutscher Seite weist der Radweg außer auf dem linkselbischen, südlichen Abschnitt Hitzacker–Geesthacht keine nennenswerten Höhenunterschiede auf. Auf einem großen Teil der Strecke gibt es sowohl rechtselbisch als auch linkselbisch Radwege sowie zahlreiche Nebenrouten.

### Elberadweg in Hamburg

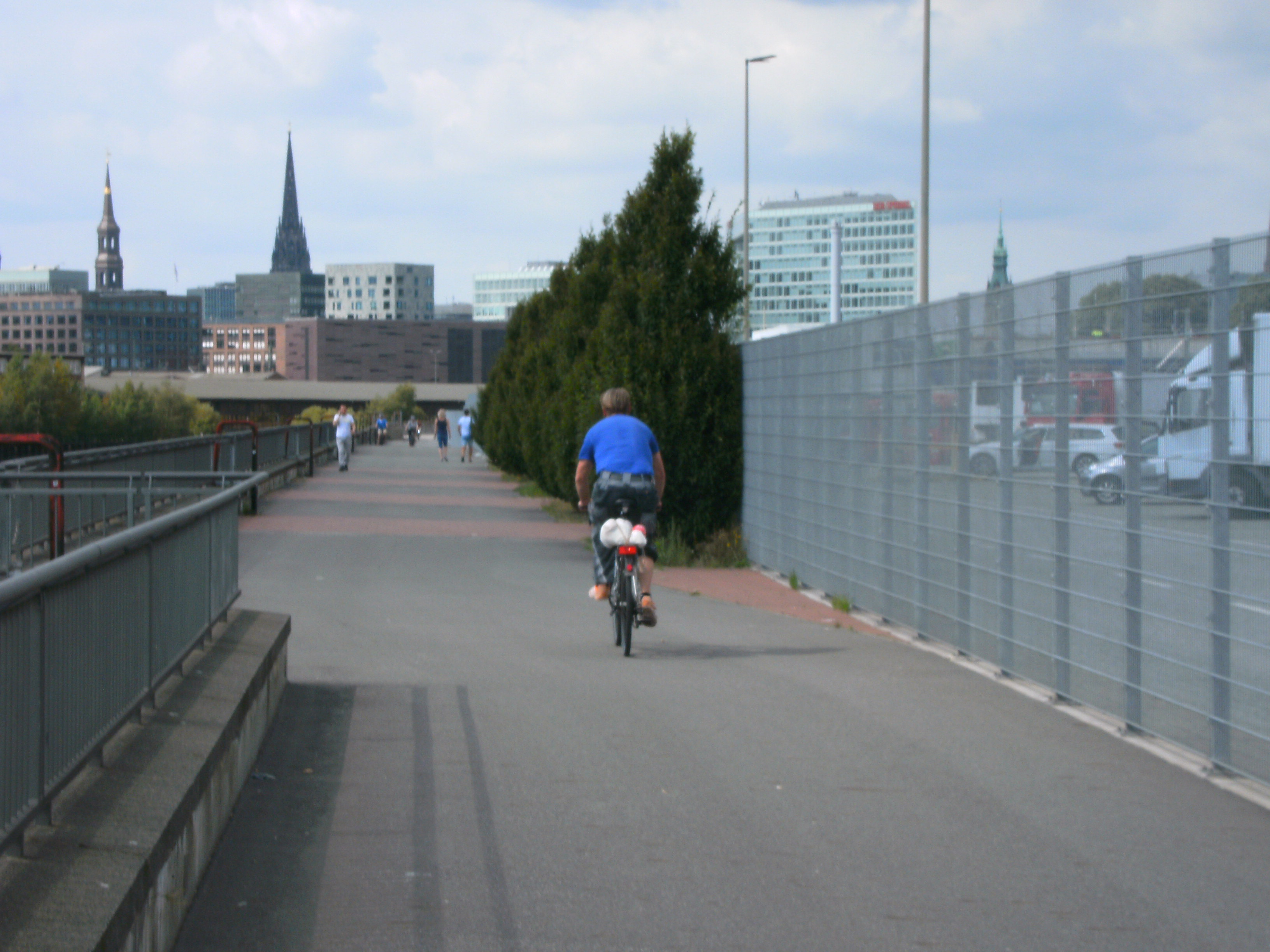
Hamburg. Fahrradweg zwischen Großmarkt und Oberhafen. Blickrichtung Oberhafenbrücke und Innenstadt

In Hamburg führte der Radweg auf Höhe der Neuen Elbbrücken zunächst entlang stark befahrener Straßen wie der Amsinckstraße. Eine Verlegung über die Insel Entenwerder auf den Promenaden-Weg entlang des Oberhafens am Großmarkt bis zur Oberhafenbrücke ist mittlerweile abgeschlossen. Bis an die Speicherstadt heran kann autoarm gefahren werden. Im Zuge der längerfristigen Entwicklung des Baakenhafen-Quartiers der Hafencity soll ein separater Radweg entlang der Elbe und durch die Hafencity umgesetzt werden.

### Galerie

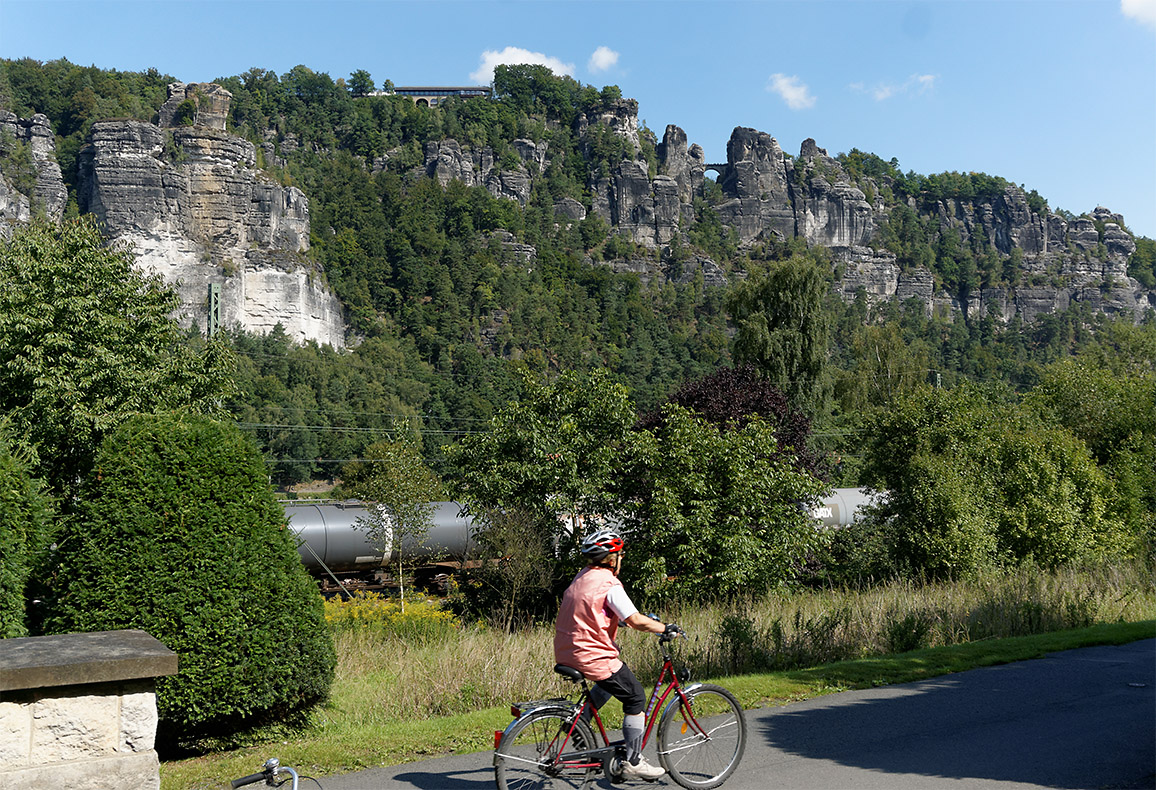
Basteifelsen in der Sächsischen Schweiz
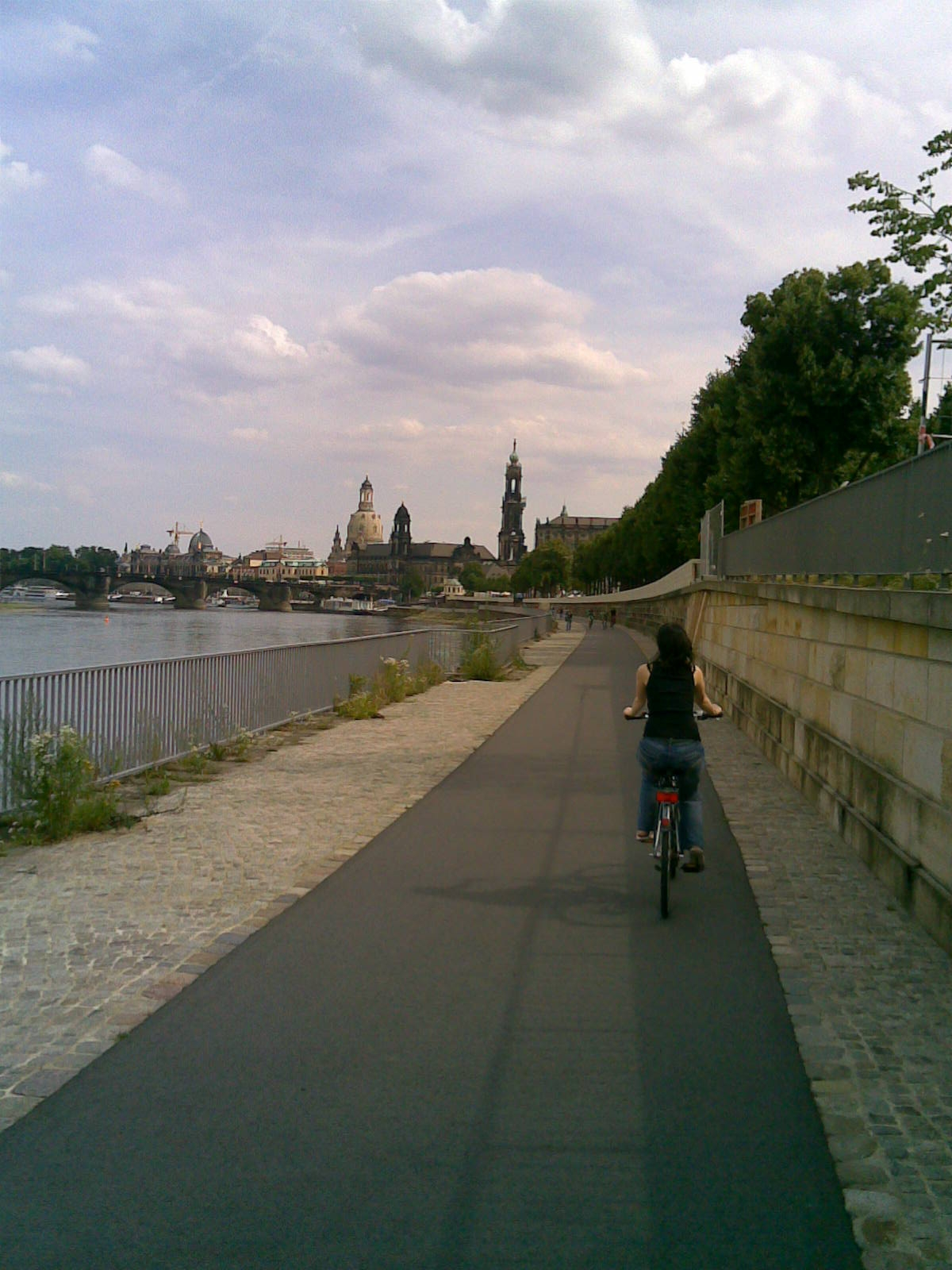
Elberadweg in Dresden
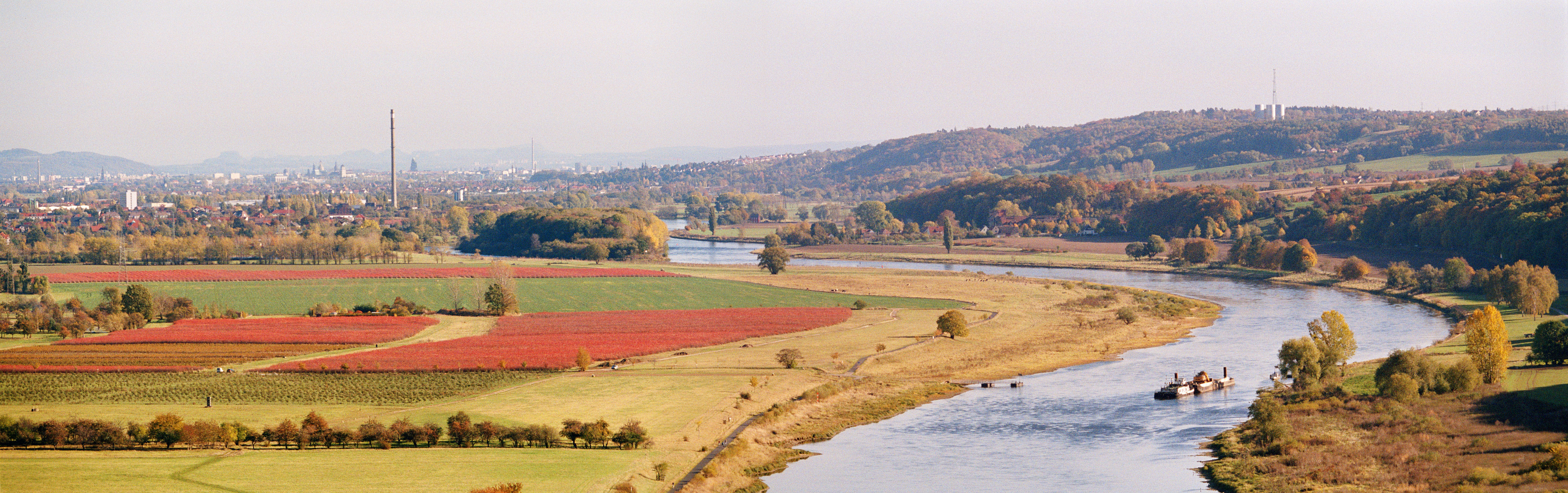
Blick von der Bosel bei Meißen in Richtung Dresden
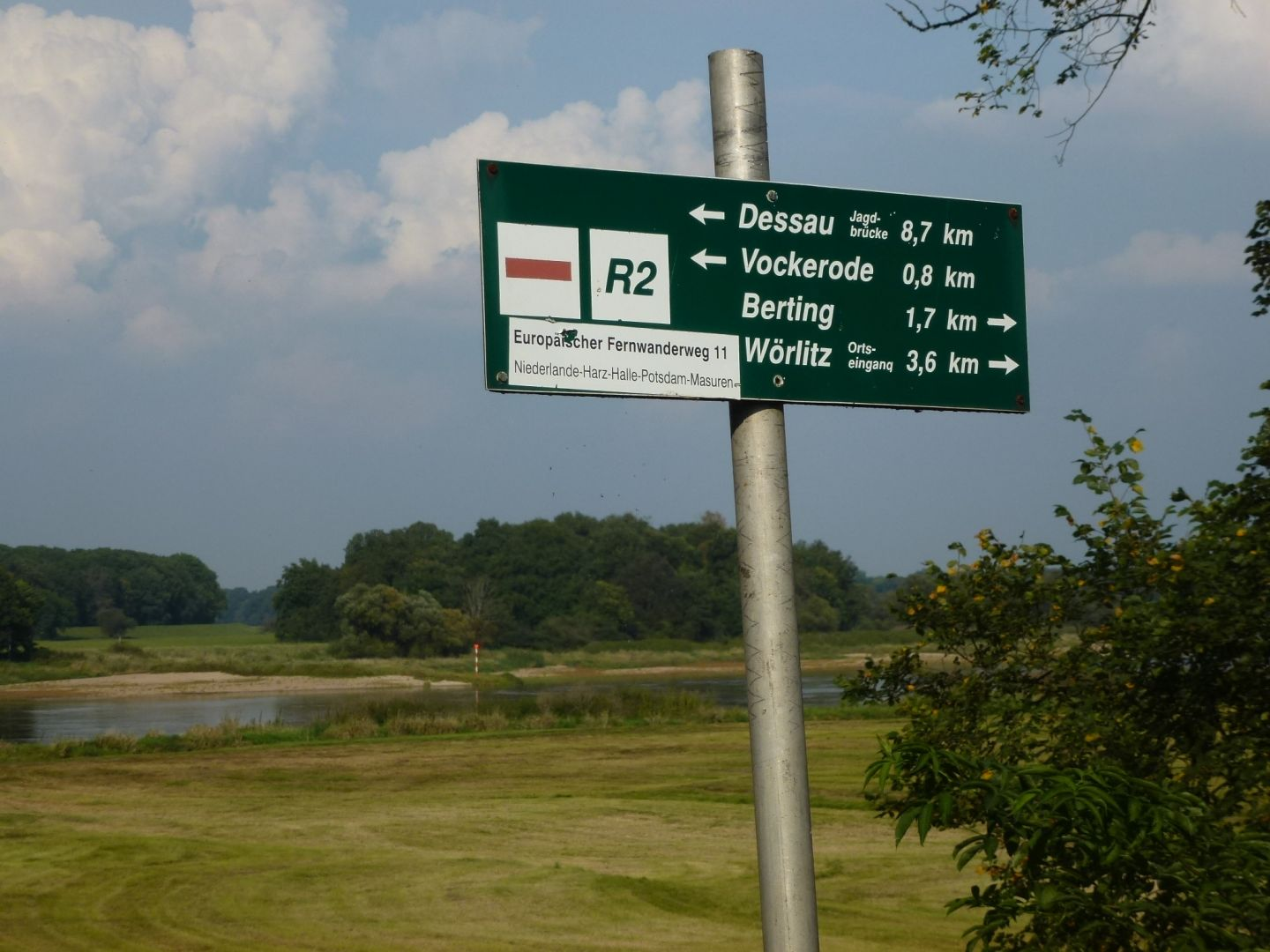
Schild des Radwegs bei Wörlitz
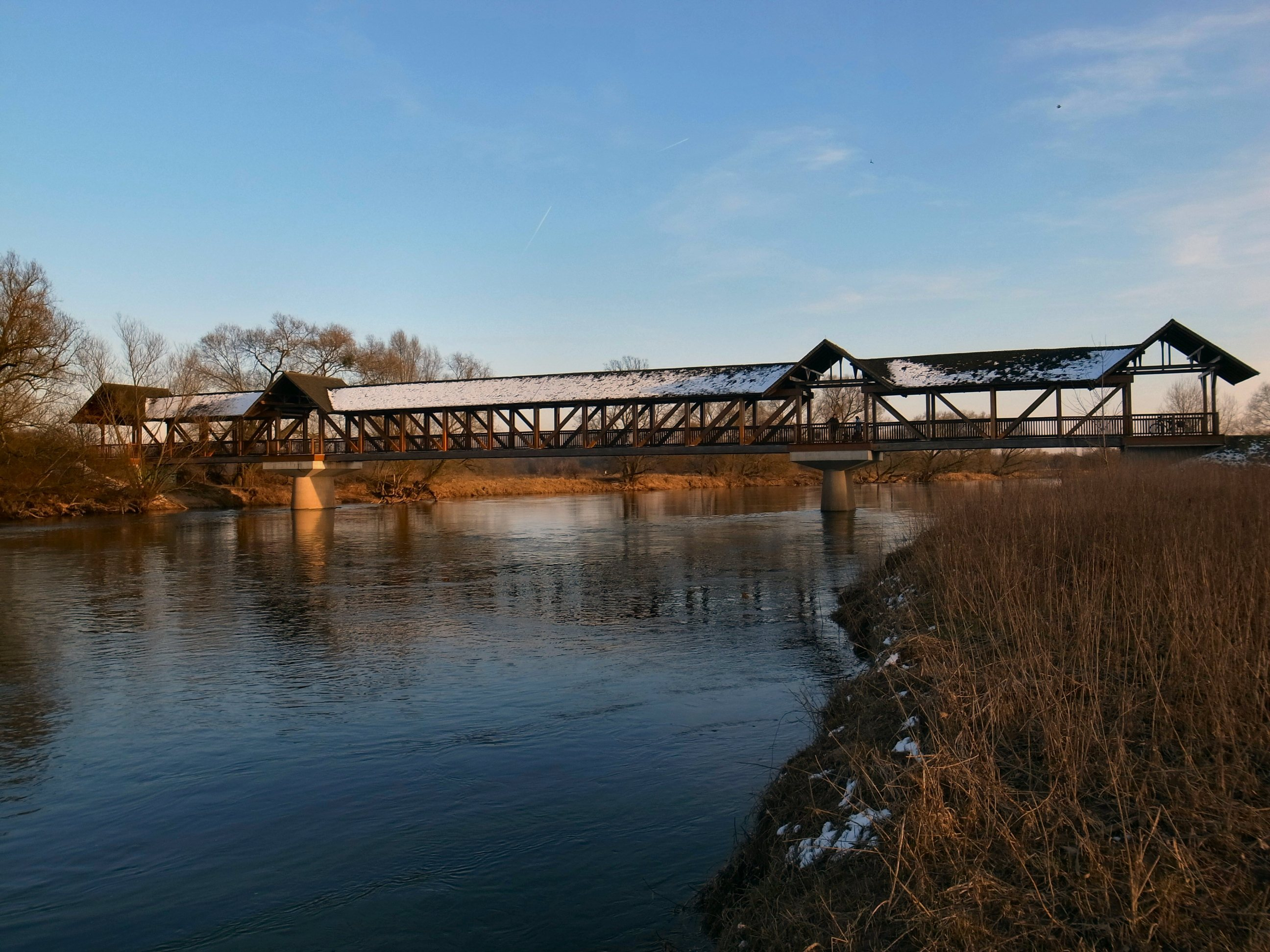
An der Dessauer Jagdbrücke stößt der Mulderadweg auf den Elberadweg
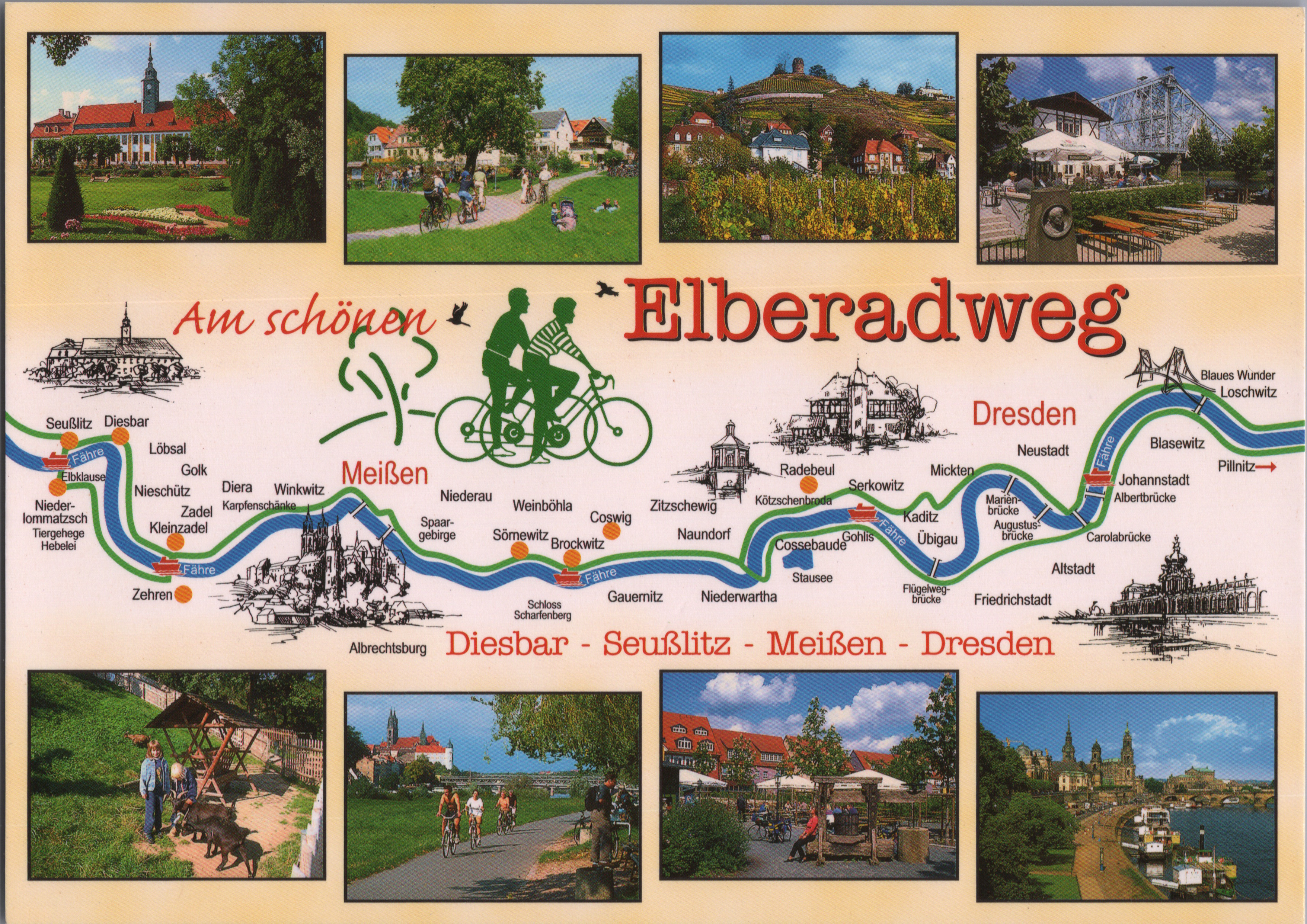
Ansichtskarte mit dem Elbradweg zwischen Seußlitz und Dresden-Blasewitz
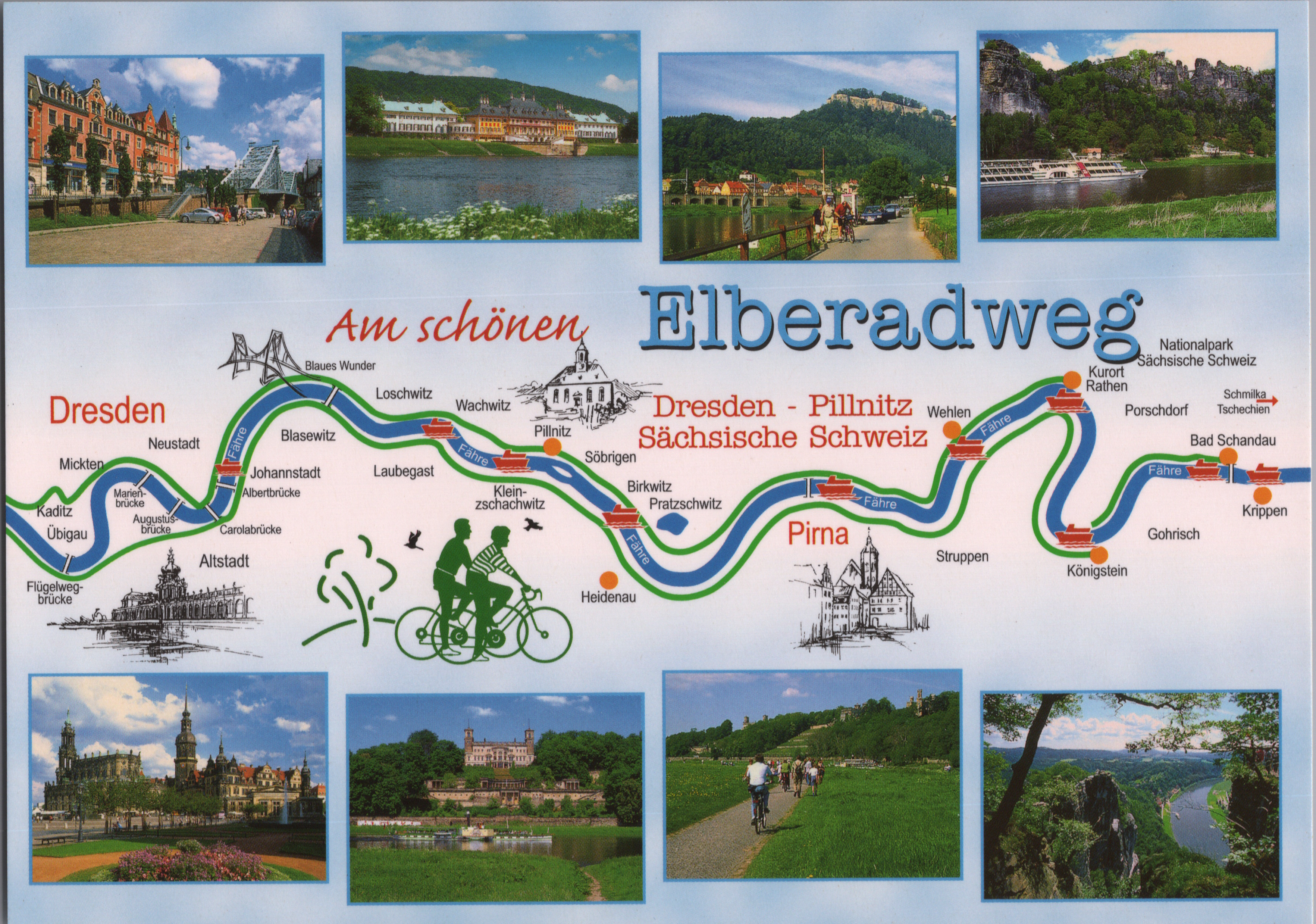
Ansichtskarte mit dem Elbradweg zwischen Dresden und der Sächsischen Schweiz

## Geschichte
In den 1990er Jahren wurde mit dem Markieren einzelner Abschnitte im Elberadweg begonnen. So wurde zum Beispiel 1993 sein Abschnitt in der Sächsischen Schweiz markiert und ausgeschildert. Ab 1998 wurde die Streckenführung ebener und öfter asphaltiert. Ab diesem Jahr gab es auch die ersten Pauschalreisen. 2001 folgten die ersten Informationsbroschüren, da der Elberadweg immer mehr genutzt wurde. Nach dem Hochwasser in Mitteleuropa 2002 brach der Tourismus kurzzeitig ein, da viele Teile des Radweges erst wieder instand gesetzt werden mussten. Weitere Schäden verursachte das Hochwasser 2013, die aber leicht zu reparieren waren.
Seit 2005 wurde der Elberadweg wiederholt zum beliebtesten Radweg Deutschlands gewählt. Erst 2019 musste er seine Spitzenposition an den Weser-Radweg abtreten.